# San Antonio, Lerdo
San Antonio är en ort i Mexiko.   Den ligger i kommunen Lerdo och delstaten Durango, i den centrala delen av landet, 800 km nordväst om huvudstaden Mexico City. San Antonio ligger 1 162 meter över havet och antalet invånare är 158.
Terrängen runt San Antonio är kuperad åt sydost, men åt nordväst är den platt. Runt San Antonio är det ganska glesbefolkat, med 47 invånare per kvadratkilometer. Närmaste större samhälle är Gómez Palacio, 18,8 km nordost om San Antonio. Trakten runt San Antonio består till största delen av jordbruksmark.